# Glacier d'Arpette
Le glacier d'Arpette est un glacier de Suisse situé dans le massif du Mont-Blanc, sur la commune d'Orsières du canton du Valais.
Le glacier occupe un couloir sur l'ubac de la pointe d'Orny, entre 3 000 et 2 600 mètres d'altitude, et se dirige vers le nord en direction du val d'Arpette. Sur l'adret de la pointe d'Orny se trouvent les glaciers du Trient au sud-ouest et d'Orny au sud-est.